# 세계은행
세계은행(世界銀行, World Bank)은 1946년 8월에 전 세계의 빈곤 퇴치 및 개발도상국의 경제 발전을 목표로 1944년 7월 브레튼 우즈 체제에 발족하여 1945년 설립된 다자개발은행이다. 
국제통화기금(IMF), 세계무역기구(WTO)와 함께 3대 국제경제 트로이카로 꼽히며, 영향력으로 봤을 때는 IMF와 함께 세계 경제의 양대 산맥을 형성하고 있다.

## 구성
세계은행 그룹의 일원은 다음 다섯 개의 기구로 이루어져 있다:
- 국제부흥개발은행 (IBRD)
- 국제개발협회 (IDA)
- 국제금융공사(IFC)
- 국제투자보증기구(MIGA)
- 국제투자분쟁해결본부(ICSID)

## 역사

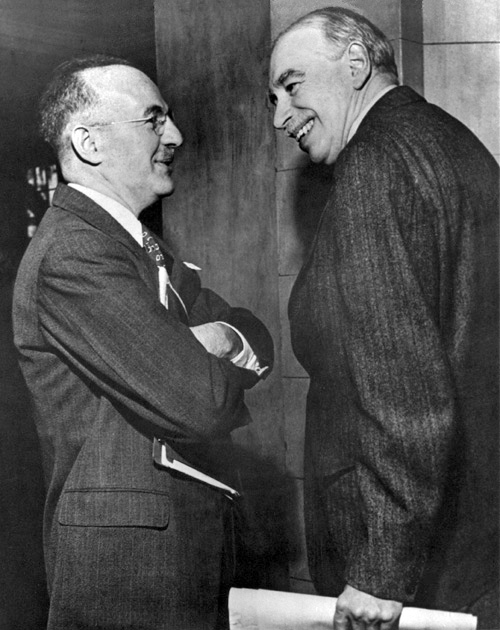
세계은행과 국제통화기금의 설립에 기여한 존 메이너드 케인스(오른쪽)와 해리 덱스터 화이트

### 1944년 ~ 1969년
1969년 이전, 세계은행이 재건과 발전을 위해 제공한 대부금은 상대적으로 적었다. 최초로 세계은행의 대부금을 받은 나라는 프랑스였다. 당시 총재 존 J. 머클로이는 다른 신청 국가였던 폴란드와 칠레를 두고 프랑스를 선택했다. 금액은 요구했던 양의 반인 2억 5천만 달러였으며, 엄격한 조건이 붙었다. 프랑스는 균형잡힌 예산을 갖출 것과, 다른 정부보다 세계은행에 상환 우선권을 부여하는 조건을 수락해야 했다. 세계은행측은 프랑스 정부가 조건에 맞는지 확인하기 위해 자금의 활용을 엄격하게 감시했다. 추가적으로, 자금을 빌려주기 전에 미국 국무부는 프랑스 정부에 우선 공산당과 관련이 있는 인사들을 없애야 한다고 했다. 따라서 프랑스 정부는 프랑스 공산당과의 연합 정부를 해체했다.
1947년 마셜 플랜이 효과를 보자 많은 유럽 국가들이 다른 출처를 통해 지원을 받기 시작했다. 세계은행은 이러한 경쟁에 맞서서 유럽 이외의 국가들로 눈길을 돌렸다. 1968년까지 세계은행의 대부금은 항만, 고속도로, 발전소 등 대부금을 갚을 수 있는 수익을 창출하기 위한 인프라 건설에 할당됐다.
대한민국은 1955년 58번째 회원국으로 가입하였으며, 1970년 대표이사국으로 선임되었다.

### 1968년 ~ 1980년
1968년부터 1980년까지 세계은행은 개발도상국 국민들의 기본적인 수요를 만족시켜줄 수 있는 수준에 도달하는 것에 중점을 맞추었다. 대출 대상을 인프라에서 사회복지 사업 등으로 확대하면서 대부금의 양은 크게 증가했다. 당시 총재 로버트 맥나마라는 은행 회계 담당자였던 유진 로트버그에게 새로운 수익원을 찾을 것을 요청했고, 로트버그는 사용 가능한 자본을 늘리기 위해 글로벌 채권 시장을 이용했다. 빈곤자 부양 대출의 결과 가운데 하나는 제3세계가 가진 빚의 급격한 증가였다. 1976년부터 1980년까지 개발도상국들의 연평균 부채 증가량은 20%였다.

### 1980년 ~ 1989년
1980년 맥나마라의 후임자로 올던 W. 클로센이 임명됐다. 클로센은 맥나마라 시기의 운영진들을 대폭으로 바꾸었고 새 이론적인 관점을 도입했다. 1982년에는 수석 경제학자로 개발 자금 제공에 대한 비판으로 유명했던 앤 크루거를 임명했다.
1980년대에 세계은행은 제3세계의 대부금 정리와 개발도상국들의 경제 능률화를 위한 구조 조정 정책에 집중했다. 유니세프는 1980년대 말에 세계경제의 구조 조정 계획들이 아시아와 라틴아메리카, 아프리카의 수천만 아이들의 건강, 영양, 교육의 질을 낮춘 데 책임이 있다고 발표했다.

### 1989년 ~ 현재
1989년 초, 세계은행은 다른 조직으로부터의 비판에 대한 대응으로, 비판을 불러 일으켰던 과거 개발 정책의 영향을 완화시키기 위해 환경 보호 단체와 비정부기구들에게도 대출을 시작했다. 이후로 세계은행은 개발을 장려하면서도 환경을 보존하기 위한 다양한 추가 정책들을 내놓는다. 일례로 1991년에는 삼림 파괴를 막기 위해 환경을 해치는 상업적 벌목이나 인프라 계획에 자금을 대지 않겠다고 발표했다.
2012년 3월 23일에 미국 대통령 버락 오바마는 총재로 김용을 임명했다.

## 역대 총재
세계은행 총재는 전통적으로 미국인이 맡고 있다.
| 이름                | 재임기간    | 국적                  | 배경                        |
| ------------------- | ----------- | --------------------- | --------------------------- |
| 유진 마이어         | 1946~1946년 | 미국                  | 《워싱턴 포스트》 발행인    |
| 존 J. 머클로이      | 1947~1949년 | 미국                  | 변호사                      |
| 유진 R. 블랙 시니어 | 1949~1963년 | 미국                  | 세계은행 이사               |
| 조지 우즈           | 1963~1968년 | 미국                  | 퍼스트 보스턴 은행 이사     |
| 로버트 맥나마라     | 1968~1981년 | 미국                  | 미국 국방장관               |
| 올던 W. 클로센      | 1981~1986년 | 미국                  | 변호사                      |
| 바버 코너블         | 1986~1991년 | 미국                  | 뉴욕주 하원의원             |
| 루이스 T. 프레스턴  | 1991~1995년 | 미국                  | JP모간 이사                 |
| 제임스 울펀슨 경    | 1995~2005년 | 미국 오스트레일리아   | 변호사                      |
| 폴 월포위츠         | 2005~2007년 | 미국                  | 주인도네시아 미국대사       |
| 로버트 졸릭         | 2007~2012년 | 미국                  | 골드만 삭스 이사            |
| 김용                | 2012 ~ 2019 | 미국 前 대한민국 교포 | 다트머스 대학교의 17대 총장 |
| 데이비드 말파스     | 2019~2023   | 미국                  | 미국 재무부 국제담당차관    |
| 아제이 방가         | 2023~현재   | 미국                  | 마스터카드 대표이사         |

## 기구별 투표력 상위 20개국
국제부흥개발은행(IBRD)과 국제 금융 공사(IFC)는 2015년 3월, 국제 개발 협회(IDA)와 다자간 투자 보증 기구(MIGA)는 2014년 12월 기준이다.
| 순위 | 나라           | IBRD      | 나라           | IFC       | 나라           | IDA        | 나라           | MIGA    |
| ---- | -------------- | --------- | -------------- | --------- | -------------- | ---------- | -------------- | ------- |
|      | 세계           | 2,201,754 | 세계           | 2,653,476 | 세계           | 24,682,951 | 세계           | 218,237 |
| 1    | 미국           | 358,498   | 미국           | 570,179   | 미국           | 2,546,503  | 미국           | 32,790  |
| 2    | 일본           | 166,094   | 일본           | 163,334   | 일본           | 2,112,243  | 일본           | 9,205   |
| 3    | 중국           | 107,244   | 독일           | 129,708   | 영국           | 1,510,934  | 독일           | 9,162   |
| 4    | 독일           | 97,224    | 프랑스         | 121,815   | 독일           | 1,368,001  | 프랑스         | 8,791   |
| 5    | 프랑스         | 87,241    | 영국           | 121,815   | 프랑스         | 908,843    | 영국           | 8,791   |
| 6    | 영국           | 87,241    | 인도           | 103,747   | 사우디아라비아 | 810,293    | 중국           | 5,756   |
| 7    | 인도           | 67,690    | 러시아         | 103,653   | 인도           | 661,909    | 러시아         | 5,754   |
| 8    | 사우디아라비아 | 67,155    | 캐나다         | 82,142    | 캐나다         | 629,658    | 사우디아라비아 | 5,754   |
| 9    | 캐나다         | 59,004    | 이탈리아       | 82,142    | 이탈리아       | 573,858    | 인도           | 5,597   |
| 10   | 이탈리아       | 54,877    | 중국           | 62,392    | 중국           | 521,830    | 캐나다         | 5,451   |
| 11   | 러시아         | 54,651    | 네덜란드       | 56,931    | 폴란드         | 498,102    | 이탈리아       | 5,196   |
| 12   | 스페인         | 42,948    | 벨기에         | 51,410    | 스웨덴         | 494,360    | 네덜란드       | 4,048   |
| 13   | 브라질         | 42,613    | 오스트레일리아 | 48,129    | 네덜란드       | 488,209    | 벨기에         | 3,803   |
| 14   | 네덜란드       | 42,348    | 스위스         | 44,863    | 브라질         | 412,322    | 오스트레일리아 | 3,245   |
| 15   | 대한민국       | 36,591    | 브라질         | 40,279    | 오스트레일리아 | 312,566    | 스위스         | 2,869   |
| 16   | 벨기에         | 36,463    | 아르헨티나     | 38,929    | 스위스         | 275,755    | 브라질         | 2,832   |
| 17   | 이란           | 34,718    | 스페인         | 37,826    | 벨기에         | 275,474    | 스페인         | 2,491   |
| 18   | 스위스         | 33,296    | 인도네시아     | 32,402    | 노르웨이       | 258,209    | 아르헨티나     | 2,436   |
| 19   | 오스트레일리아 | 30,910    | 사우디아라비아 | 30,862    | 덴마크         | 231,685    | 인도네시아     | 2,075   |
| 20   | 튀르키예       | 26,293    | 대한민국       | 28,895    | 파키스탄       | 218,506    | 스웨덴         | 2,075   |

## 비판
오랫동안 세계은행은 비정부기구와 학계로부터 비판을 받아왔다. 전 세계은행 수석경제학자였던 핸리 해즐리트는 세계은행의 통화 제도가 세계적인 인플레이션과, 국제 무역을 국가가 주도하는 세계를 촉진시킬 것이라고 말했다. 노벨 경제학상 수상자이자 전 세계은행 수석경제학자 조지프 스티글리츠는 세계은행이 지지하는 소위 자유시장 개혁 정책이 경쟁력 없는 경제에서 너무 빨리, 나쁜 차례대로, 잘못 시행되면 경제 개발에 해를 끼칠 수 있다고 주장했다. 경제학자 장하준은 세계은행을 국제통화기금, 세계무역기구와 함께 '사악한 삼총사'로 지목하고, 세계은행이 개발도상국들의 경제를 악화시키고 있다고 주장했다.
세계은행에 대한 강력한 비판 가운데 하나는 세계은행의 관리 방식이다. 세계은행은 188개 나라를 대표하지만, 경제적으로 힘이 센 소수의 나라들이 운영하는 형태이다. 이 나라들은 세계은행의 고위 관리직을 임명하는 방식으로 관점을 지배하고 있다.

## 같이 보기
- 세계은행 그룹
- 브레튼 우즈 체제

## 참조
1. ↑  Boards of Executive Directors - Member Countries
2. ↑  World Bank Historical Chronology: 1970-1979
3. ↑  Rotberg, E., Financial Operations of the World Bank 보관됨 2016-07-05 - 웨이백 머신, Bretton Woods: looking to the future: commission report, staff review, background papers, Bretton Woods Commission, 1994년
4. ↑  Mosely, P., Harrigan, J., Toye, J., Aid and Power: The World Bank and Policy Based Lending, 2nd Edition, Routledge, 1995년
5. ↑  Toussaint, E., Your Money or Your Life!: The Tyranny of Global Finance, Pluto Press, 1999년
6. ↑  Cornia, G. A., Jolly, R., Stewart, F., Adjustment with a Human Face: Protecting the Vulnerable and Promoting Grow, Oxford University Press, 1987년
7. ↑  Goldman, M., Imperial Nature: The World Bank and Struggles for Social Justice in the Age of Globalization, Yale University Press, 2005년
8. ↑  Higgins, A., Sanger, D. (2015년 3월 17일). “3 European Powers Say They Will Join China-Led Bank”. CNN IBN. 2015년 10월 30일에 확인함.
9. ↑  Reuters (2012년 4월 16일). “Jim Yong Kim chosen to head World Bank”. CNN IBN. 2012년 4월 17일에 원본 문서에서 보존된 문서. 2012년 4월 16일에 확인함.
10. ↑  “2015년 3월 IBRD” (PDF). 2015년 9월 6일에 원본 문서 (PDF)에서 보존된 문서. 2015년 10월 30일에 확인함.
11. ↑  “2015년 3월 IFC” (PDF). 2015년 9월 6일에 원본 문서 (PDF)에서 보존된 문서. 2015년 10월 30일에 확인함.
12. ↑  “2014년 12월 IDA” (PDF). 2015년 9월 6일에 원본 문서 (PDF)에서 보존된 문서. 2015년 10월 30일에 확인함.
13. ↑  “2014년 12월 MIGA” (PDF). 2015년 9월 6일에 원본 문서 (PDF)에서 보존된 문서. 2015년 10월 30일에 확인함.
14. ↑  Hazlitt, H., From Bretton Woods to World Inflation: A Study of the Causes and Consequences, Regnery Publishing, 1984년
15. ↑  Stiglitz, J., Globalization and Its Discontents, W. W. Norton & Company, 2003년
16. ↑  Chang, H-J., 나쁜 사마리아인들(Bad Samaritans), 이순희 역, 도서출판 부키, 2007년
17. ↑  Woods, N., The Globalizers: The IMF, the World Bank, and Their Borrowers, Cornell University Press, 2007년